# Château de Gevrey-Chambertin
Le château de Gevrey-Chambertin est un château fort médiéval du XIe siècle et un domaine viticole de 2,3 hectares en Gevrey-chambertin (AOC), à Gevrey-Chambertin (12 km au sud de Dijon et 30 km au nord de Beaune) sur la route des Grands Crus dans le vignoble de Bourgogne en Côte-d'Or. Le château, le pont dormant et le donjon sont inscrits à l'inventaire des Monuments historiques le 24 septembre 1993. Le château n'est pas ouvert à la visite.

## Historique
Le château de Gevrey-Chambertin, s'il fut vraisemblablement fortement remanié dans la deuxième moitié du XIIIe siècle était, à l'époque de saint Bernard (1090-1153) et même un peu auparavant, un prieuré de l'Abbaye de Cluny,.L'évêque d'Auxerre Hugues de Chalon et sa sœur Maheldis de Semur, tous deux héritiers du comte Lambert de Chalon font, en 1015 et 1019, don de la « Curtis » appelée Gevrey au monastère de Cluny dont l'abbé est alors saint Odilon.
Les deux abbés de Cluny, Yves de Poisey et son neveu Yves de Chazan (tous deux issus des seigneurs de la maison de Vergy) qui donneront la forme provisoirement définitive à ce château entre 1257 et 1275 : un vaste rectangle entouré de fossés, avec, au sud-ouest, une porterie (pont dormant et pont-levis) flanquée de deux tours carrées. Au sud-est, une grosse tour carrée, au nord-est, une petite tour ronde en cul-de-lampe surmontée d'un colombier et au nord-ouest, une tour surmontée d'une galerie. Une muraille avec chemin de ronde permettait le passage d'une tour à l'autre. Les guerres, les pillages, les incendies et le temps ont transformé la forteresse qui n'a conservé des bâtiments d'origine que la porterie (moins une des tours et le système du pont-levis), la grosse tour et le corps d'habitation jouxtant la porterie.

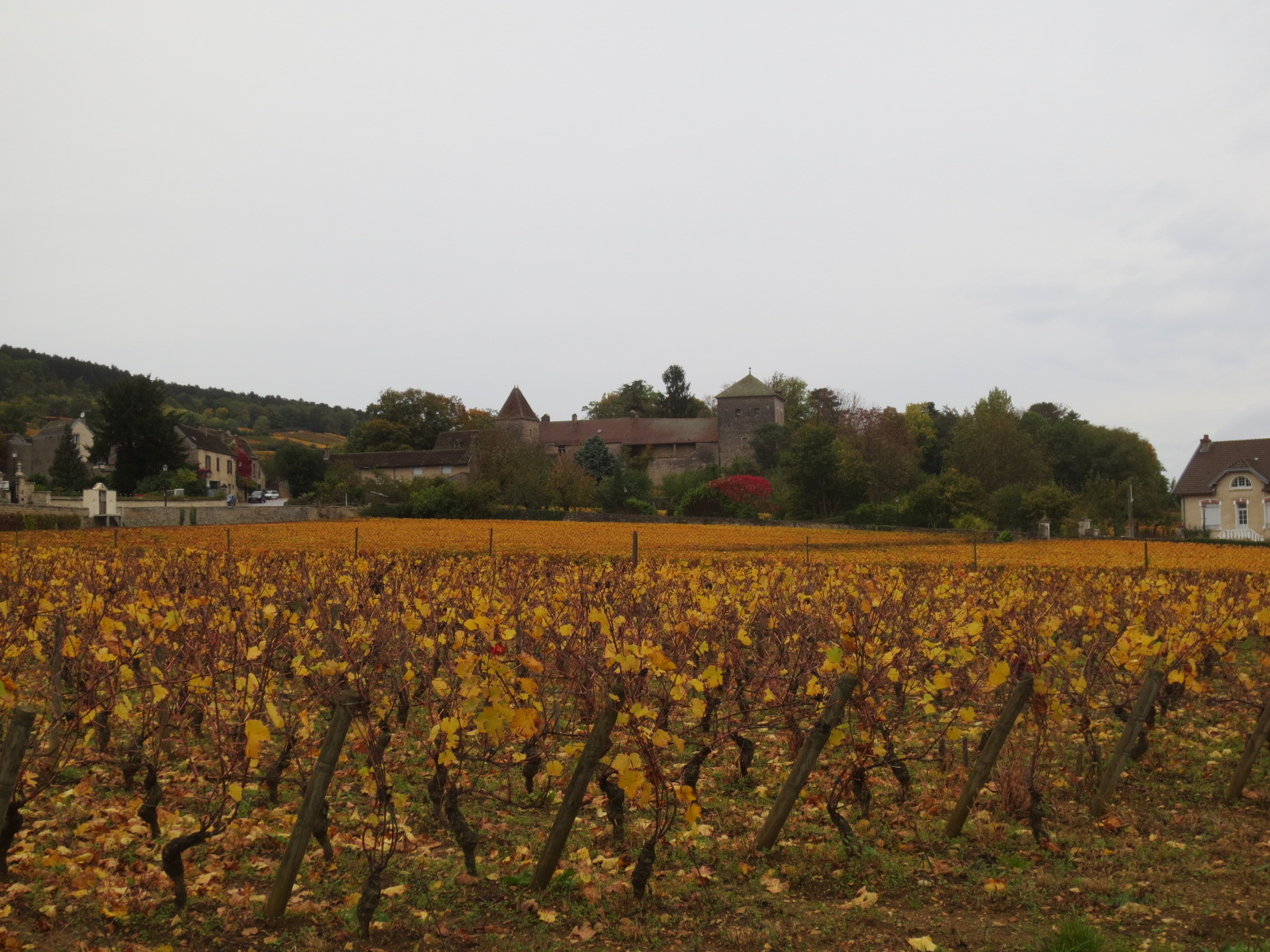
Château et domaine viticole.
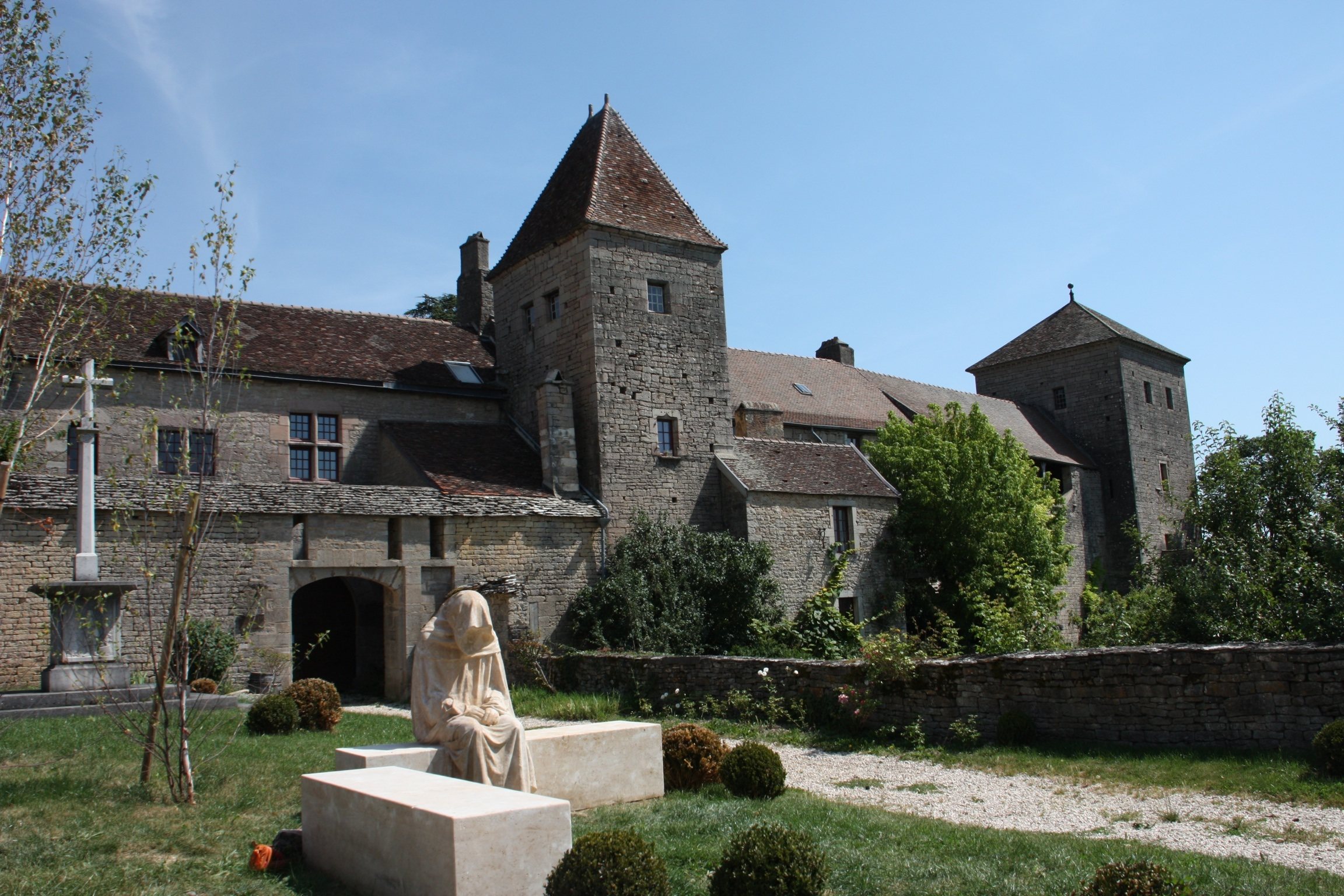
Château en 2012.
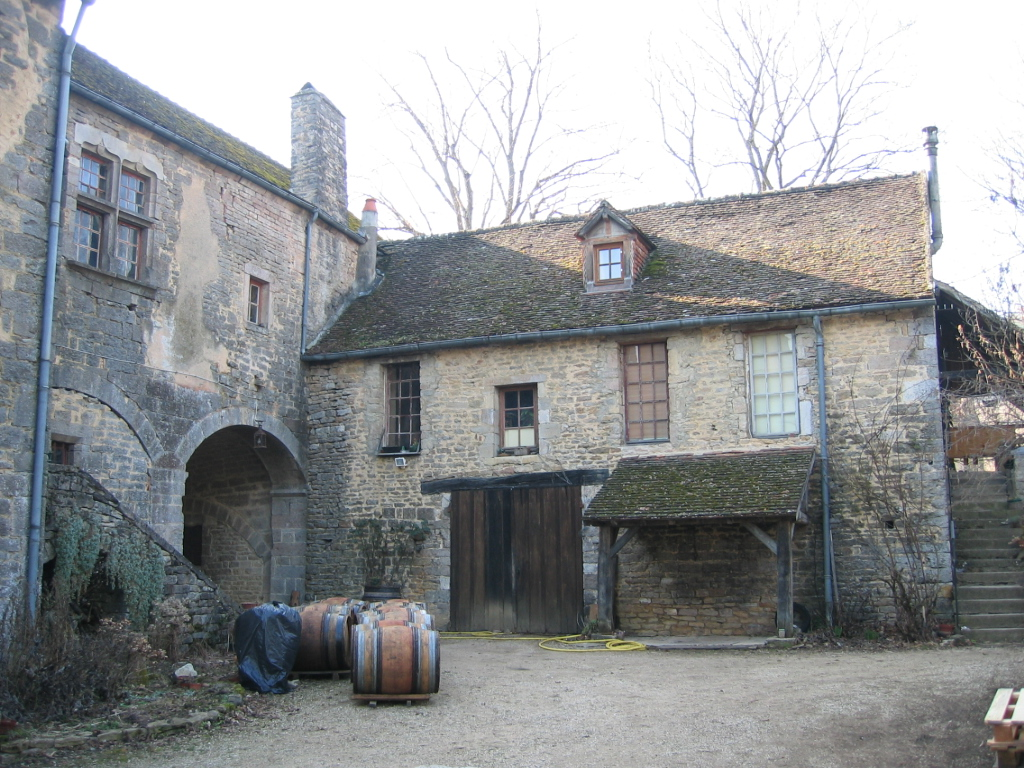
Cour intérieure.
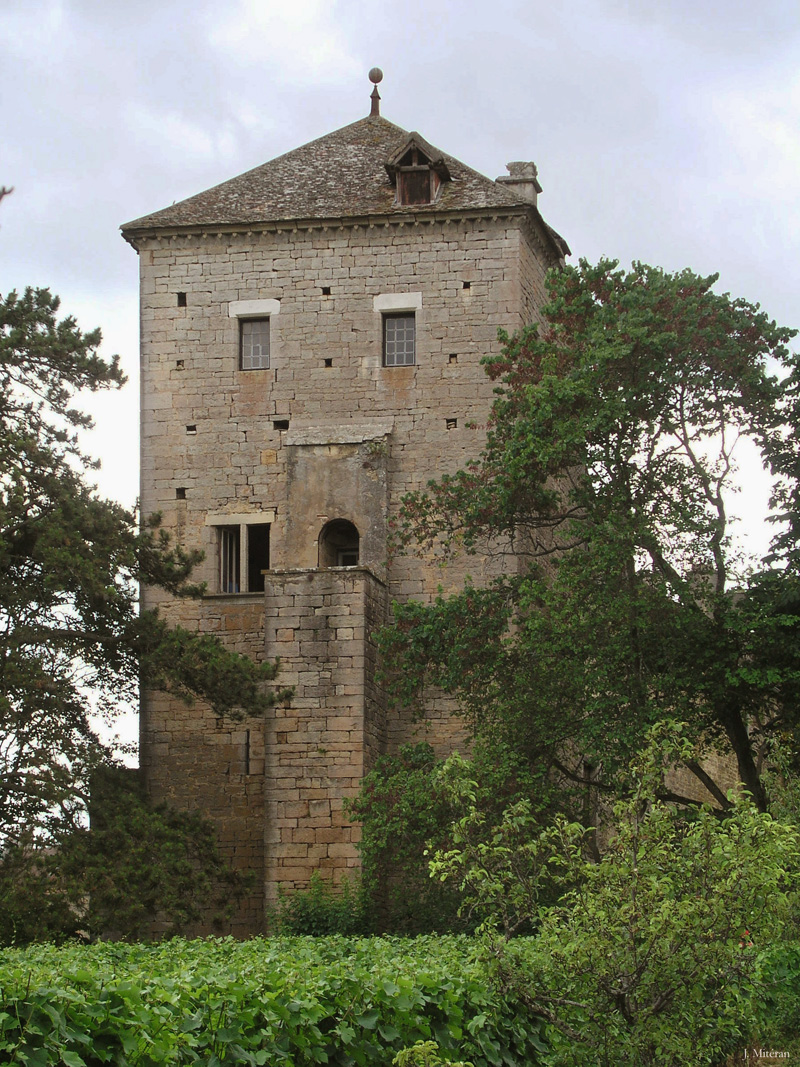
Tour quadrangulaire.

Le château est vendu comme bien national à la Révolution française, en 1791, et est acheté par Jacques Masson en 1858, et vendu par ses descendants héritiers en 2012. Le château et son domaine viticole constitué de 2,3 hectares de vignes en appellation Gevrey-chambertin (AOC), estimés par plusieurs professionnels à 3,5 millions d'euros, malgré une proposition sans succès d'un groupement de viticulteurs bourguignons à 5 millions d'euros, sont finalement acquis en avril-mai 2012 par un investisseur chinois, Louis Ng Chi Sing, dirigeant de salles de jeux à Macao (Sociedade de Jogos de Macau, S.A. de la Holding S.J.M. contrôlée par le milliardaire Stanley Ho), pour une somme avoisinant les 8 millions d'euros. Le nouveau propriétaire a déclaré son intention de restaurer le château et a confié la gestion du vignoble au domaine Armand Rousseau, un des viticulteurs de la commune qui exploite des parcelles sur les climats voisins.